# 陶板画
陶板画（とうばんが、英: porcelain panel painting）は、陶器の板に図柄を描き焼き付けたものをいう。 陶板（英: plaque）とも言う。

## 概要
18世紀半ばにヨーロッパで生まれた技法で、絵画（油絵）や壁画とは異なり、色調の経年劣化が少ないことが特徴で、維持管理も容易である。屋外に展示したり、直接手で作品に触れることもできる。
陶板に絵付けと焼成を繰り返すことにより製造される。このため、焼成後の発色を考慮した絵付けをする必要があり、高度な技術が必要である。名画を再現する場合は、まず原画から色の分解を行い、陶板に転写し、焼成する。

## 陶板画の利用目的
- 絵画と同様、リビングや玄関のインテリアとして
- 名画の模写（複製）として
- 壁画の記録保存として

## 主な製陶所（窯）
- ベルリン王立磁器製陶所（KPM Berlin）

1763年にベルリン王立磁器製陶所として始まった。肖像画で有名。
- マイセン（マイセン窯）

静物画、風景画、など。
- 大塚オーミ陶業株式会社

大塚国際美術館、京都府立陶板名画の庭に展示されている陶板名画を製作。文化庁の依頼を受け、キトラ古墳壁画の複製を製作。